# Monokini

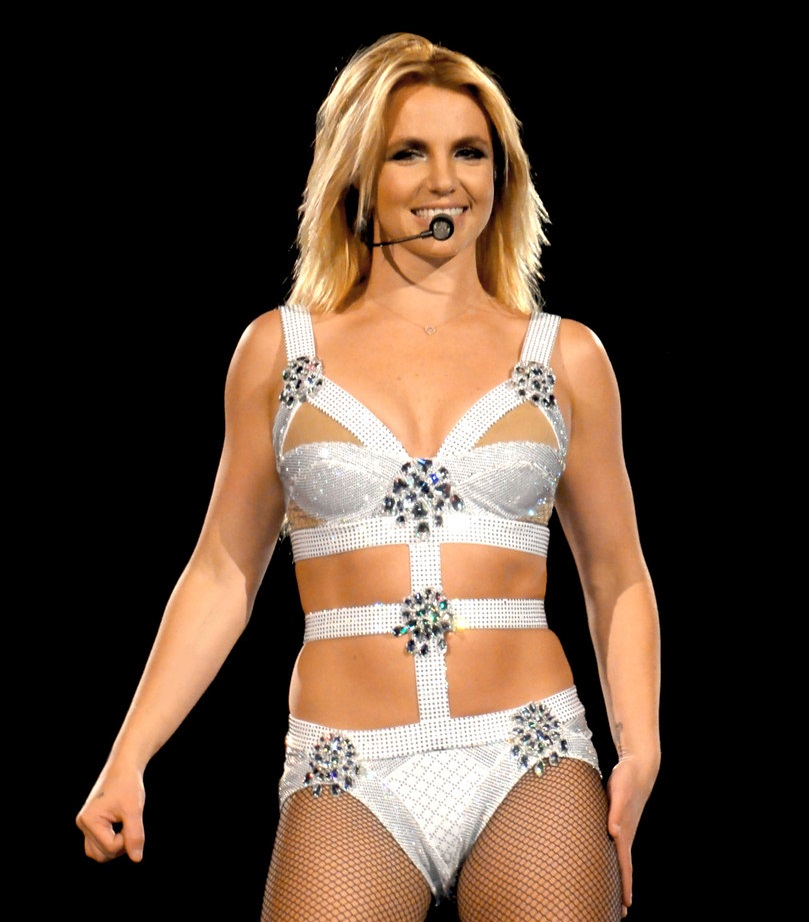
Britney Spears im modernen Monokini, 2011

Der Monokini ist eine einteilige Badebekleidung für Frauen. Der moderne Monokini entspricht einem Bikini, bei dem Oberteil und Unterteil miteinander verbunden sind.

## Etymologie
Der Bikini wurde nach dem Bikini-Atoll benannt; das Wort ist damit mikronesischen Ursprungs. Da bi- auch eine lateinische Vorsilbe ist, die „zwei“ bedeutet, und der Bikini aus zwei Teilen besteht, wurde der Name des einteiligen Bikinis etymologisch falsch mit der griechischen Vorsilbe mono für „eins“ gebildet.

## Monokini seit 2006
Der moderne Monokini ist vor allem in den USA ein Bikini, bei dem Ober- und Unterteil durch einen Stoffstreifen fest vernäht, verknüpft oder auf eine andere Art (z. B. Bänder oder Ringe) aneinander befestigt sind.

## Werbegag 1964

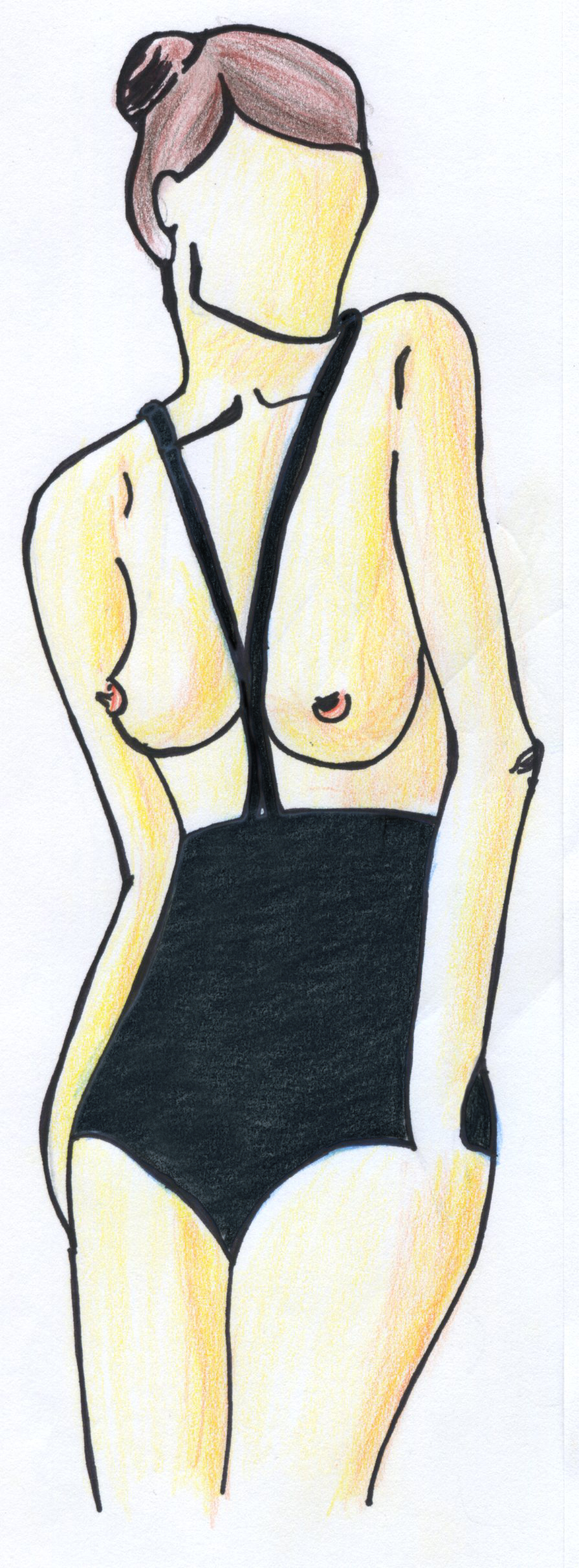
Zeichnung Monokini 1964

Nachdem zweiteilige Bademode für Frauen in den 1930er Jahren aufgekommen war, verschwand sie nach dem Krieg weitgehend und wurde erst Ende der 50er Jahre wieder populär. Rudi Gernreich entwarf 1954 für Westwood Knitting Mills Strickbadeanzüge. Gegensätzlich zur zeitgenössischen (Bade)mode, die Wespentaille und hochgepuschte Brust bevorzugt, zeichnen seine Modelle die Silhouette ab. Anfang der 1960er Jahre sahen u. a. die Modeschöpfer Emilia Puccini und Rudi Gernreich den Oben-ohne-Trend in naher Zukunft. 1963 prognostizierte Rudi Gernreich in einem Interview der Women’s Wear Daily, dass die Amerikanerinnen in den nächsten fünf Jahren auf ihr Bikinioberteil verzichten würden: „Es war zuerst meine Prognose! Und um der geschichtlichen Wahrheit willen wollte ich nicht, dass Puccini mir zuvorgekommen wäre.“
Gernreich präsentierte 1964 Fotos des Models Peggy Moffitt mit dem Monokini, der als Pressegag gedacht war. In der Öffentlichkeit war der Monokini untragbar, dennoch konnten 3000 Exemplare an Sammler verkauft werden. Der Monokini von 1964 besteht aus einer kurzen Hose, die bis an die unteren Rippen reicht, und zwei Trägern, die sich vor der Brust kreuzen. Die Brüste waren zunächst unbedeckt. Die Träger fungierten als Andeutung des Oberteils.
Der Monokini blieb erfolglos, bis 1968 waren nur 3000 Modelle verkauft. Die Fachwelt spottete über ihn, so der Bleyele-Vertrix-Werbechef: „Meiner Meinung nach werden die Frauen, die nicht so herumlaufen können, schon dafür sorgen, dass die Frauen, die es könnten, es nicht dürfen.“ Die Zeitschrift Life bezeichnete den Monokini als Modewitz: „Der Oben-ohne-Badeanzug taugt nicht zum Schwimmen, weil er im Wasser nach unten rutscht, er taugt nicht zum Sonnen, weil er verheerende Striemen auf der Brust hinterlässt. Er nützt auch nicht, wenn man mit ihm gerne in die Zeitung käme, denn zu viele haben das nun schon probiert … Topless ist der beste Modewitz seit Jahren.“ In der ersten Hälfte der 1960er Jahre soll es Verhaftungen von Frauen, die im Monokini in die Öffentlichkeit gegangen sind, gegeben haben.Beleg fehlt